# غوركا أزكورا
غوركا أزكورا (بالإسبانية: Gorka Azkorra Trueba)‏ (25 يناير 1983 ببلباو في إسبانيا - ) هو لاعب كرة قدم إسباني في مركز الهجوم. شارك مع منتخب إسبانيا تحت 19 سنة لكرة القدم. أما مع النوادي، فقد لعب مع أتلتيك بيلباو ب وأتلتيك بيلباو وخيمناستيك طركونة وديبورتيفو ألافيس وريال مورسيا وريكرياتيفو ونادي ألباسيتي ونادي إيركوليس ونادي باسكونيا ونادي سالامانكا ونادي غوادالاخارا ونادي لوغو ونومانسيا.

## وصلات خارجية
- غوركا أزكورا على موقع قاعدة بيانات كرة القدم.إي يو (الإنجليزية)
- غوركا أزكورا على موقع Soccerway.com (الإنجليزية)
- غوركا أزكورا على موقع AS.com (الإسبانية)